# Bagaladi

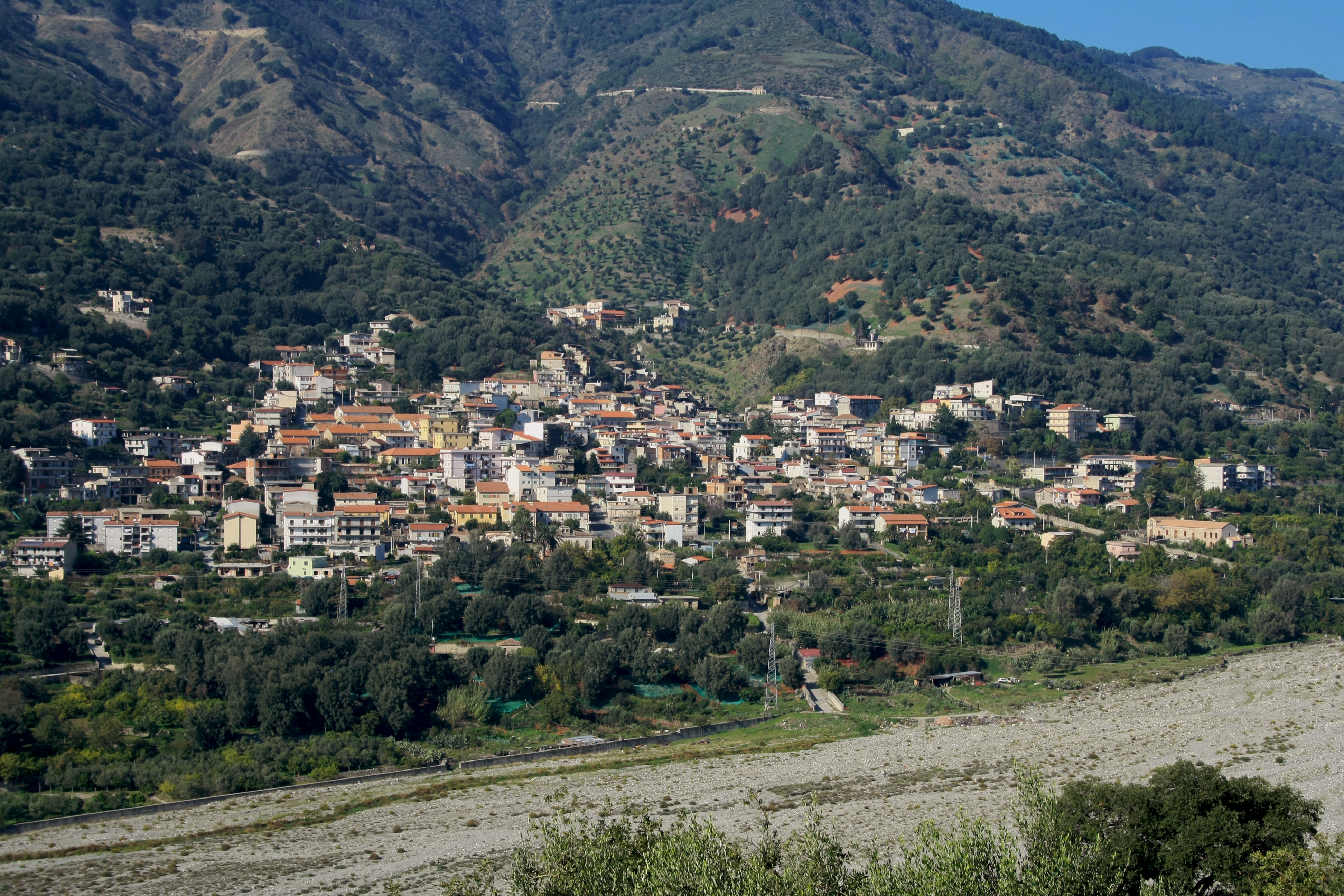
Bagaladi

Bagaladi ist eine italienische Stadt in der Metropolitanstadt Reggio Calabria in Kalabrien mit 929 Einwohnern (Stand 31. Dezember 2023).

## Lage und Daten
Bagaladi liegt 46 km südöstlich von Reggio Calabria. Der Ort liegt in der Aspromonte und ist das Tor zum Parco nazionale dell’Aspromonte. Die Ortsteile sind Gornelle, Lanzena, Piani di Lopa, Pristeo und Saguccio. Die Nachbargemeinden sind Cardeto, Montebello Ionico, Reggio Calabria, Roccaforte del Greco und San Lorenzo.

## Geschichte
Wahrscheinlich wurde der Ort zur Zeit der Invasion der Sarazenen im 10. Jahrhundert gegründet. Zu dieser Zeit bildeten sich mehrere basilinische Klöster in der Gegend.

## Sehenswürdigkeiten
In der Kirche Santissima Annunziata befindet sich eine Marmorgruppe von Antonello Gagini. Auf dem Gebiet der Gemeinde befindet sich das basilinische Kloster Valley Tucci. Interessant ist auch die Villa Pannuti.